# Prasco
Prasco (piemontiul: Prasch) település Olaszországban, Piemont régióban, Alessandria megyében. Lakosainak száma 503 fő (2023. január 1.). Prasco Cremolino, Morbello, Morsasco és Visone községekkel határos.

## Népesség
A település lakossága az elmúlt években az alábbi módon változott:
| Lakosok száma | 497  | 490  | 503  |
|               | 2017 | 2018 | 2023 |